# Nurettin Sönmez
Nurettin Sönmez (nacido el 24 de julio de 1978 en Estambul) es un actor turco.

## Su vida
Nurettin Sönmez nació el 24 de julio de 1978 en Estambul. Comenzó su educación en Ingeniería de Minas de la Universidad de Estambul y luego continuó en la Escuela de Comunicaciones de Diálogo y en el Departamento de Teatro de la Universidad de Yeditepe. Nurettin Sönmez, quien apareció por primera vez en la pantalla con la serie de televisión Blue Butterflies, luego actuó en Once Upon a Time in the Ottoman Kıyam y Diriliş: Ertuğrul. Actuó en la serie de televisión "Kurulus Osman" y se despidió de la serie en el Final de temporada 2021.

## Televisión
| Año       | Telenovela                            | Personaje       |
| --------- | ------------------------------------- | --------------- |
| 2019-2021 | Establecimiento Osmán                 | Bamsi Beyrek    |
| 2014-2019 | Resurrección: Ertugrul                | Bamsi Beyrek    |
| 2014-     | Fuga                                  | actor invitado  |
| 2013      | Ramazán tártaro                       | Elevado         |
| 2013      | Estado Profundo en el Imperio Otomano | sombrío alí     |
| 2012      | Otomana Érase una vez                 | sombrío alí     |
| 2011      | mariposas azules                      | branka brekovic |

## referencias
1. ↑  «Arşivlenmiş kopya». Archivado desde el original el 24 Ağustos 2019. Consultado el 31 Temmuz 2020.

- Datos: Q20540502